# Zheng Zhilong
Zheng Zhilong, marqués de Tong'an y Nan'an ( Chinese       ; 16 de abril de 1604 - 24 de noviembre de 1661), de nombre bautismal Nicholas Iquan Gaspard, fue un almirante, comerciante, general militar, pirata, corsario y político chino de finales de la dinastía Ming que luego desertó a la dinastía Qing. Era del condado de Nan'an en la provincia china de Fujian. Fue el padre de Koxinga, Príncipe de Yanping, el fundador del Reino pro-Ming de Tungning en Taiwán, y como tal antepasado de la Casa de Koxinga. Después de su deserción, el gobierno de Qing le otorgó títulos nobiliarios, pero finalmente fue ejecutado debido a la continua resistencia de su hijo contra el régimen de Qing.

## Biografía

### Primeros años
Zheng nació en Fujian, hijo de Zheng Shaozu (鄭紹祖), funcionario financiero de nivel medio del gobierno local y esposa de Zheng Shaozu, Lady Huang (黃氏). Al igual que otros clanes Zheng típicos en Fujian, los antepasados de Zheng Zhilong se originaron en el norte de China, pero debido al Levantamiento de los Cinco Bárbaros y el Desastre de Yongjia por parte de los Cinco Bárbaros, la familia Zheng se encontraba entre los refugiados del norte que huyeron al sureste de China y se establecieron en Fujián. Más tarde se mudaron a Zhangzhou y luego a Nan'an.
Las biografías contemporáneas cuentan una historia posiblemente apócrifa de cómo cuando Zheng era un niño, él y sus hermanos querían comer fruta ojo de dragón. Encontraron un árbol frutal en un patio cerrado pero cuyas ramas colgaban por encima del muro hacia la calle. Arrojaron piedras con la esperanza de derribar algunos de los racimos de frutas. Resultó ser el patio del gobernador de la ciudad de Quanzhou y las piedras lo golpearon. Los muchachos corrieron pero fueron atrapados y llevados ante el gobernador. Debido a la edad del niño y al aparente carisma, el gobernador perdonó a Zheng y lo liberó, diciendo: "Este es el rostro de alguien destinado a la riqueza y la nobleza". La historia puede o no ser cierta, pero resume el carácter de Zheng: se volvió loco, se agarró a la fruta que estaba al alcance de la mano, se metió en problemas y salió mejor parado.  Las cuentas varían en cuanto al año de su nacimiento. Uno lo da como 1595, otros como 1604 o entre esos años como 1600. La mayoría está de acuerdo en que nació en 1604.
Se decía que Zheng era "muy guapo" y cuando llegó por primera vez a Japón tenía al redor de 18 años.
Zheng se fue de casa cuando era adolescente y se subió a bordo de un barco mercante. Las fuentes varían sobre por qué se fue de casa, algunas dicen que deslizó su mano por la falda de una de las concubinas de su padre, otras registran a su padre persiguiéndolo por las calles con un palo. Zheng fue a Macao donde vivía el hermano de su madre (su tío). La historia de él tratando de tocar a la concubina de su padre se considera "inverosímil", y es más probable que se escapó porque quería o que su padre lo echó por comportamiento delictivo como su tendencia a participar en constantes peleas y vandalismo en público. . Fue bautizado como católico en Macao, recibiendo el nombre cristiano de Nicholas Gaspard. Su tío le pidió que llevara un cargamento a Hirado, Japón, donde conoció a un anciano rico llamado Li Dan, el Kapitan Cina o líder chino de la ciudad japonesa, quien se convirtió en su posible mentor. Li Dan tenía vínculos estrechos con los europeos y dispuso que Zheng trabajara como intérprete para los holandeses (Zheng hablaba portugués, que los holandeses también podían hablar). Zheng hablaba portugués, chino y japonés. En 1622, cuando las fuerzas holandesas tomaron el archipiélago de Pescadores frente al Estrecho de Taiwán, Li Dan envió a Zheng a Pescadores para trabajar con los holandeses como traductor en las negociaciones de paz durante la guerra entre los Ming y los holandeses por las islas en 1620. Antes de dejar Japón, conoció y se casó con una mujer japonesa local llamada Tagawa Matsu. Concibió a Koxinga con ella y abandonó Japón antes de que ella diera a luz en 1624. Los términos 合巹 y 隔冬 se utilizan para describir su matrimonio con Tagawa Matsu en el Waiji de Taiwán, mientras que Foccardi utilizó el término 割同. 
El grupo de comerciantes que trabajaban con Kapitan Cina quería hacer arreglos para que una compañera china, Lady Yan, se casara con Zheng Zhilong.
Zheng Zhilong supuestamente tenía una hija desconocida con otra mujer japonesa que no era Tagawa Matsu, pero esto solo lo menciona un escritor, Palafox, que es muy poco confiable. Esta supuesta hija supuestamente estaba entre los japoneses que se convirtieron al cristianismo. La supuesta hija fue mencionada en la "historia de la conquista de China" por Palafox, mientras que los relatos japoneses y chinos no mencionan a ninguna hija que difícilmente podría haber sido ignorada al llegar a la adolescencia. Es más probable que la hija de Capitan Cina, Elizabeth, sea esta supuesta hija de Zheng Zhilong por parte de la misteriosa mujer japonesa, si es que era una persona real en primer lugar.
Después de que Li muriera en 1625, Zheng adquirió su flota.

### Pirata
La Compañía Holandesa de las Indias Orientales, también llamada VOC, deseaba obtener derechos de libre comercio con China y controlar y comercializar rutas a Japón. Para lograr estos objetivos, colaboraron con algunos piratas chinos para presionar a la dinastía Ming en China para que permitiera el comercio. Zheng Zhilong inicialmente trabajó como traductor, aunque existe un debate sobre si estaba participando en actividades piratas simultáneamente. Independientemente, la mayoría de los estudiosos están de acuerdo en que se unió a otros piratas chinos, probablemente Li Dan o Yan Shiqi. En 1624, Zheng se convirtió oficialmente en corsario de la Compañía Holandesa de las Indias Orientales después de que colonizaron Taiwán. Durante este tiempo, todavía estaba alineado con Li Dan. A los holandeses no les gustó lo poderoso que se estaba volviendo Li Dan, por lo que usaron Zheng Zhilong para debilitar la posición de Li Dan. Sin embargo, Li Dan murió antes de que pudieran completar completamente su plan. Con Li Dan muerto, Zheng Zhilong se convirtió en el líder sin oposición de los piratas chinos. 
Tras su ascensión al poder, Zheng comenzó a construir sus flotas. Con acceso a la tecnología militar y de navegación europea, hizo que su armada de juncos fuera superior a la armada imperial china. Zheng prosperó y en 1627 estaba al mando de cuatrocientos juncos y decenas de miles de hombres, incluidos chinos, japoneses e incluso algunos europeos.  Tenía una escolta de ex esclavos negros que huyeron de los portugueses.  Para 1630, controlaba todo el transporte marítimo en el Mar de China Meridional.
Además de atacar a los barcos en el Mar de China Meridional, Zheng Zhilong también aumentó su poder vendiendo pases de protección a pescadores y comerciantes. En el apogeo de su poder, nadie se atrevía a navegar sin uno de sus pases por temor a represalias. Sin embargo, no fue universalmente odiado. De hecho, fue amado por muchos campesinos en las provincias del sur de China. Se ganó su respeto al abstenerse de ataques innecesarios a sus pueblos y al darles algo de grano robado durante las hambrunas. También dio trabajo a pescadores y marineros desempleados en su vasta flota. 

### La Shibazhi desafía a la flota Ming
Shibazhi (十八芝) eran una organización pirata de 18 conocidos piratas chinos, fundada en 1625 por Zheng Zhilong. Los miembros incluían al padre de Shi Lang, Shi Daxuan (施大瑄). Comenzaron a desafiar a la flota Ming y obtuvieron una serie de victorias. En 1628, Zheng Zhilong derrotó a la flota de la dinastía Ming. La flota del sur de la dinastía Ming se rindió a Shibazhi, y Zheng decidió pasar de ser un capitán pirata a trabajar para la dinastía Ming a título oficial. Zheng Zhilong fue nombrado general de división en 1628. Las historias cuentan cómo Cai, el gobernador que había perdonado a Zheng por apedrearlo hace tantos años, llegó a Zheng y le pidió un puesto en la marina Ming. Zheng concedió esta solicitud. Se desconoce si esta historia es cierta o no, pero refleja la valoración popular de Zheng, quien era visto como un líder benévolo.

### Servicio a la dinastía Ming
Después de unirse a la armada Ming, Zheng y su esposa se reasentaron en una isla frente a la costa de Fujian, donde operaba una gran flota pirata armada de más de 800 barcos a lo largo de la costa desde Japón hasta Vietnam. Fue designado por la familia imperial china como "Almirante de los mares costeros". En esta capacidad, derrotó a una alianza de barcos y juncos de Compañía Neerlandesa de las Indias Orientales bajo el mando del pirata renegado Shibazhi Liu Xiang (劉香) el 22 de octubre de 1633, en la batalla de la bahía de Liaoluo . El botín que siguió a esta victoria lo hizo fabulosamente rico. Compró una gran cantidad de tierra (hasta el 60% de Fujian) y se convirtió en un poderoso terrateniente.
Zheng continuaría sirviendo a la dinastía Ming después de la caída de la capital Ming, Beijing, en junio de 1644. Su hermano Zheng Zhifeng fue nombrado marqués bajo la dinastía Ming del Sur, aunque una fuerza Qing superior lo obligó a abandonar su puesto en Zhenjiang. Después de la captura de Nankin en 1645, Zheng aceptó una oferta para servir como comandante en jefe de las fuerzas imperiales y se le ordenó defender la capital recién establecida en Fuzhou bajo el Príncipe Longwu de Tang .

### Rendición a la dinastía Qing
En 1646, Zheng decidió desertar a los manchúes y, por lo tanto, dejó los pasos de Zhejiang sin vigilancia, lo que permitió a las fuerzas manchúes capturar Fuzhou. Su deserción fue facilitada por Tong Guozhen y Tong Guoqi. Sus hermanos, que todavía controlaban la mayor parte del ejército de Zheng, y su hijo Koxinga se negaron a desertar a los Qing y le pidieron que no se rindiera. Zheng Zhilong no escuchó y los Qing notaron que sus seguidores y el ejército no lo habían seguido en su deserción, por lo que fue puesto bajo arresto domiciliario y llevado a Beijing. Su guardaespaldas de ex esclavos africanos murió tratando de detener el arresto y proteger a su amo.
Los Qing luego marcharon a uno de sus castillos en Anhai para humillar a su esposa japonesa Tagawa Matsu. Diferentes relatos dicen que Tagawa fue violada por las fuerzas Qing y luego se suicidó o que se suicidó mientras dirigía la lucha contra los Qing. Los Qing no confiaron en Zheng después debido a su papel en la muerte de Tagawa.
Zheng Zhilong, junto con sus sirvientes e hijos que lo acompañaban, estuvieron bajo arresto domiciliario durante muchos años, hasta 1661. Los Qing inicialmente sentenciaron a Zheng y a sus sirvientes e hijos restantes con él a muerte por lingchi o muerte por mil cortes, pero en cambio se conmutó su sentencia a muerte por decapitación. Más tarde sería ejecutado por el gobierno Qing en 1661 en Caishikou, como resultado de la continua resistencia de su hijo Koxinga contra el régimen Qing.